# Jacobus C. Kapteyn
Jacobus Cornelius Kapteyn (Barneveld, 19 gennaio 1851 – Amsterdam, 18 giugno 1922) è stato un astronomo olandese che ha condotto importanti studi sulla Via lattea, dimostrando l'esistenza di un centro rotazionale galattico.

## Riconoscimenti
- Gold Medal of the Royal Astronomical Society (1902)
- James Craig Watson Medal (1913)
- Bruce Medal (1913)
- Gli è stato dedicato un asteroide, 818 Kapteynia
- Gli è stato dedicato un cratere sulla Luna di 49 km di diametro[1]
- Gli è stata dedicata una stella, la Stella di Kapteyn, da lui scoperta.